# Waterkanon (politie)

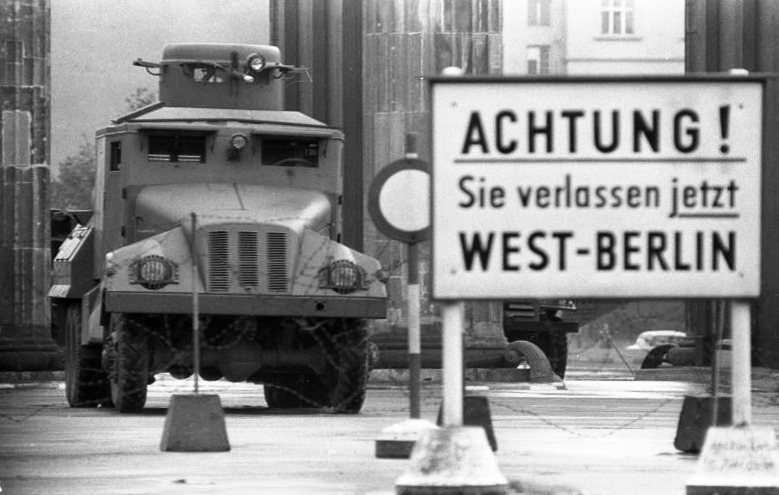
IFA G5 met waterkanon bij de Berlijnse Muur.

Een waterkanon is een geweldsmiddel dat veelal door de politie gebruikt wordt om tijdens een betoging betogers uit elkaar te drijven.

## Werking
Een politie-waterkanon spuit met kracht grotere hoeveelheden water. In vergelijking met een hogedrukreiniger is de druk van een waterkanon 10 keer zo laag (160bar/16bar) maar de hoeveelheid water die per minuut gespoten wordt veel hoger (respectievelijk 10L/min en 400L/min). De verhouding tussen druk en waterverbruik (debiet) zorgt voor een straal die over langere afstand voldoende krachtig blijft zonder op korte afstand levensgevaarlijk te zijn. Het water wordt onder druk naar buiten gespoten en heeft de bedoeling mensen uit elkaar te drijven.

## Nederland

### Algemeen

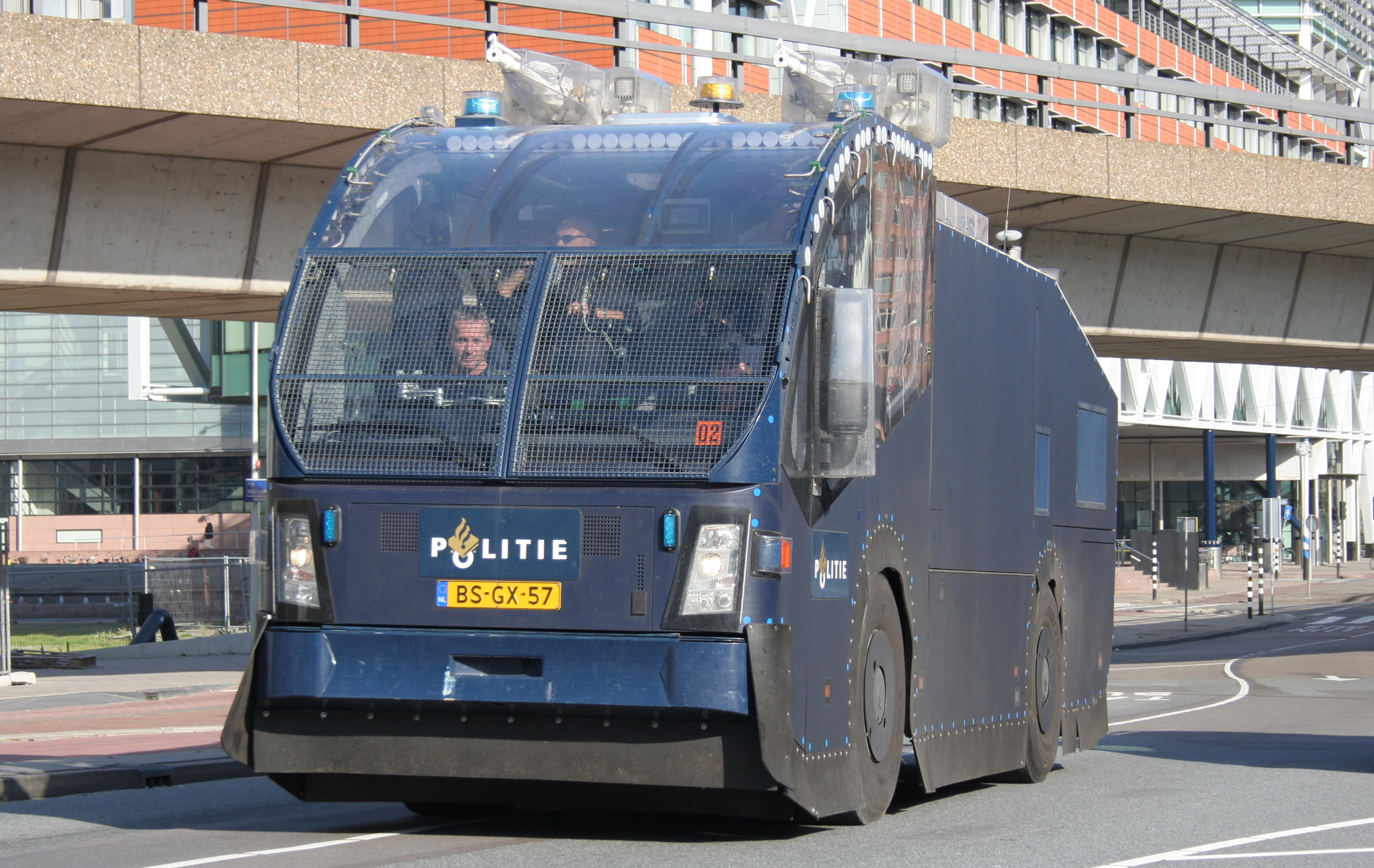
Waterwerper TT 2223-220 van de Nederlandse politie

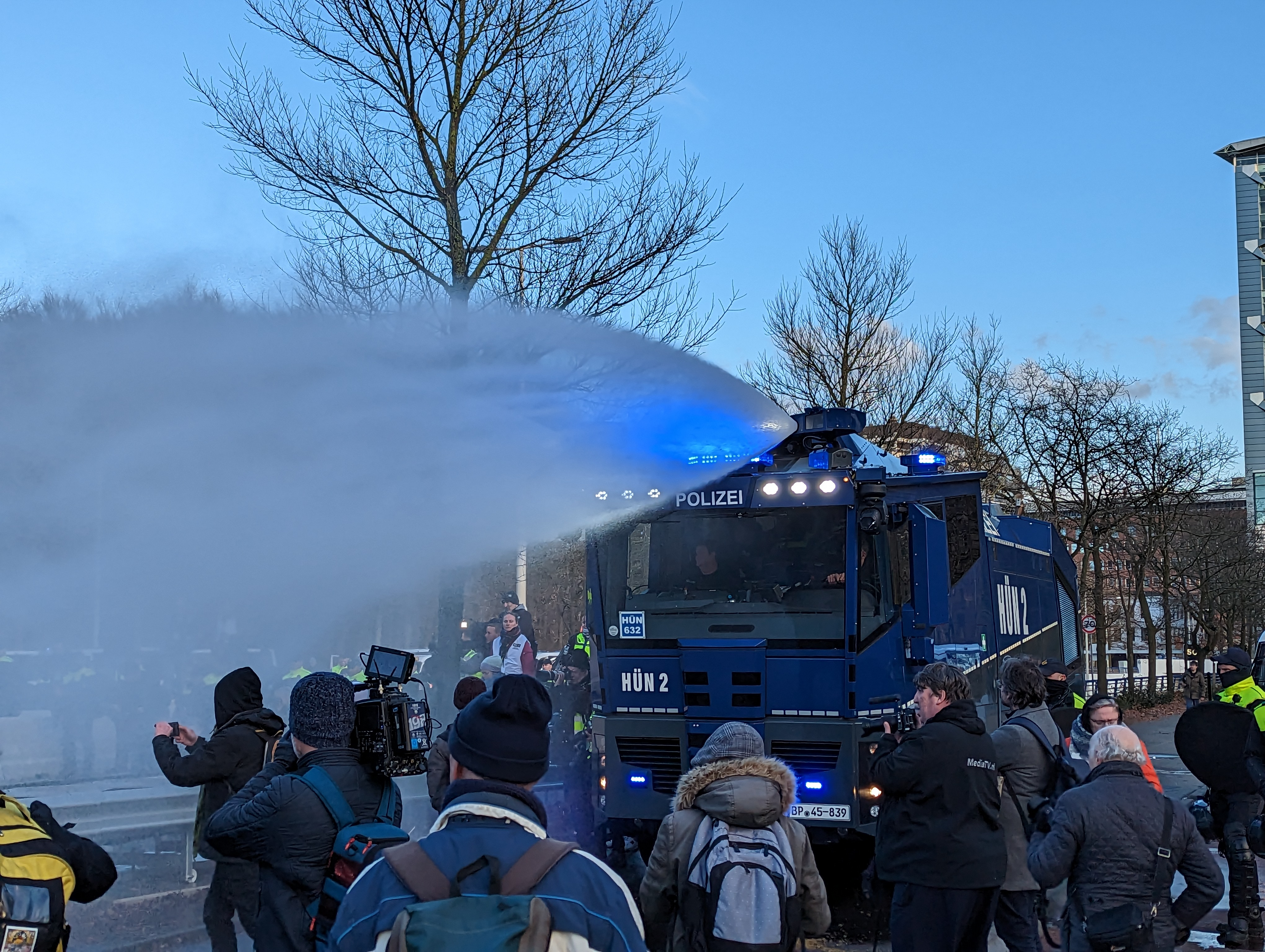
Een Duitse Wasserwerfer 10000 tijdens de A12-blokkade op 11 maart 2023

Waterwerper is de term die in Nederland wordt gebruikt voor voertuigen van de mobiele eenheid die zijn uitgerust met waterkanonnen. De voertuigen zijn ondergebracht bij de politiekorpsen Amsterdam-Amstelland, Haaglanden en Rotterdam-Rijnmond (elk twee), maar zijn eigendom van de Landelijke Faciliteit Rampenbestrijding, die onderdeel is van het Ministerie van Binnenlandse Zaken en Koninkrijksrelaties.

#### Volvo Terberg TT 2223-220
De voorheen gebruikte waterwerpers zijn van het type TT 2223-220, gebouwd door Terberg Techniek op basis van een Volvo. Deze heeft twee waterkanonnen op het dak en een watertank met een inhoud van 8000 liter. Het voertuig zelf heeft een carrosserie van kunststof. Daarnaast zijn er rondom watersproeiers tegen verf en aan beide zijkanten zijn er nooddouches voor ME'ers. De bemanning bestaat uit vier personen, te weten een commandant, een chauffeur en twee kanonniers.

### Duitse en Belgische waterkanonnen
Sinds oktober 2022 leent de Nederlandse politie waterkanonnen van de Belgische en Duitse politie vanwege technische mankementen. Het voornaamste probleem is dat de Nederlandse waterwerpers, die sinds 2006 worden gebruikt, te maken krijgen met klapbanden. Zo werden in Den Haag tijdens A12-blokkades van Extinction Rebellion de Duitse STA1 en HÜN2 ingezet.

## België
In België gebruikt de politie zelf de term sproeiwagen (Frans: arroseuse), al komt de term waterkanon veel vaker voor.
Deze voertuigen worden beheerd door de federale politie en komen in actie bij het voorkomen of bestrijden van verstoring van de openbare orde. Sinds 1951 gebruikt de federale politie (toen: rijkswacht) een sproeiwagen: een tank, gemonteerd op een Ford F5-vrachtwagen. In de jaren 1960 werd deze eerste generatie vervangen door Magirus-sproeiwagens. De voertuigen werden vanaf 1989 vervangen door 18 sproeiwagens (type MSB18) van de firma MOL.
Vanaf december 2006 zijn de sproeiwagens van de federale politie vervangen door een nieuw model van de Duitse firma Ziegler. In 2008 en 2009 werden er in totaal zes (oude) sproeiwagens geschonken aan de Bulgaarse politie, in het kader van een Europees akkoord over politiesamenwerking.

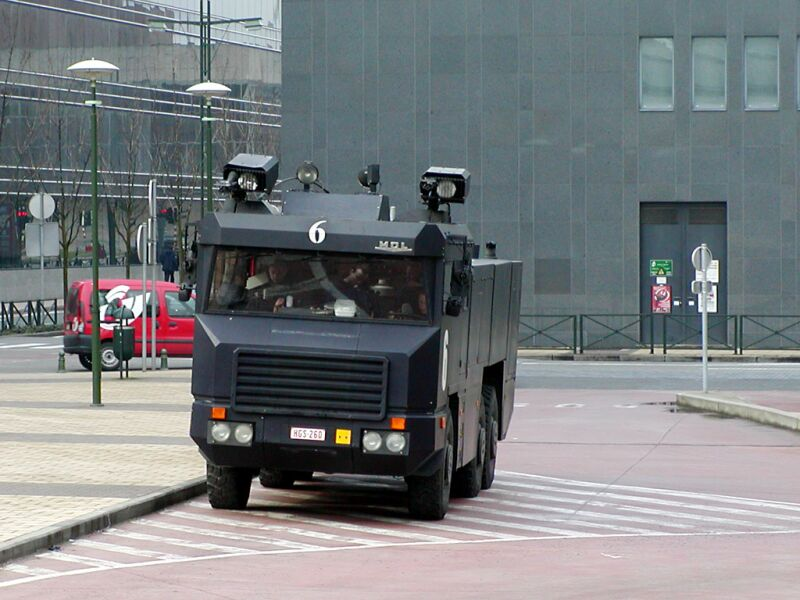
Derde generatie waterkanon MOL in Brussel.
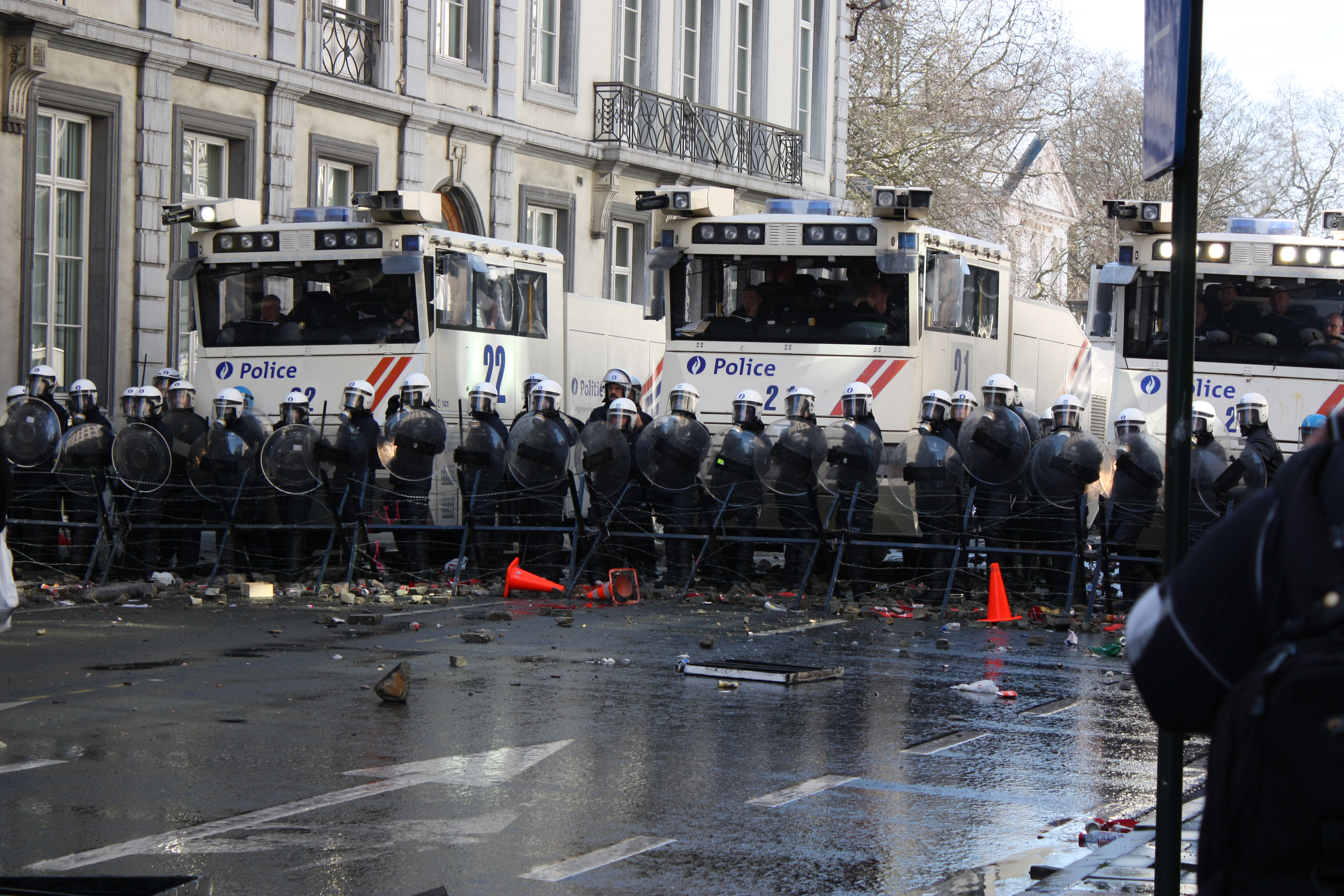
Laatste nieuwe waterkanon (Ziegler) tijdens een manifestatie in Brussel.
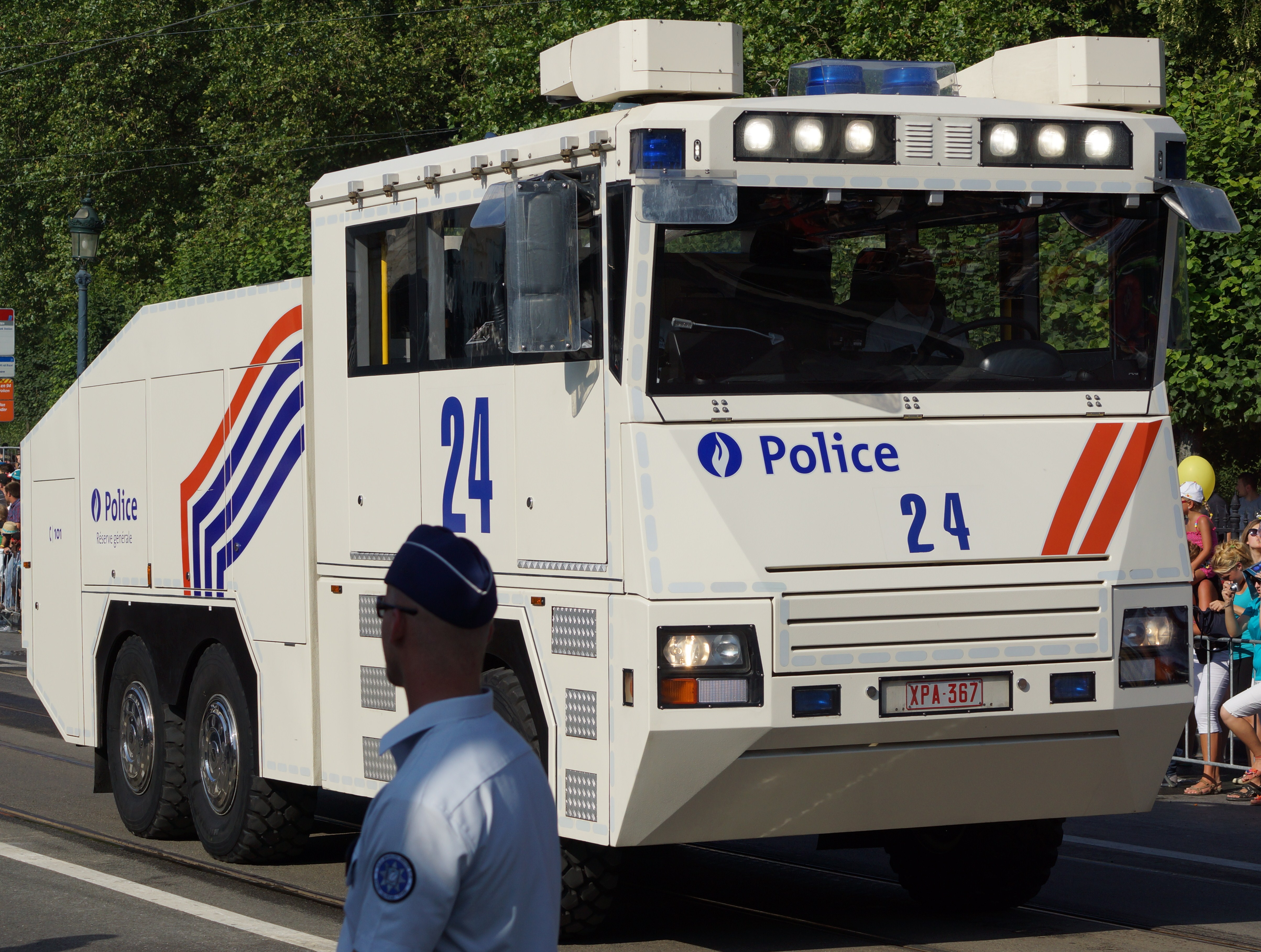
Vierde generatie waterkanon.